# Części rowerowe

Schemat roweru (1)

Schemat roweru (2)

Podstawową częścią każdego roweru jest jego rama.
Do ramy są zwykle przymocowane:
- koła rowerowe, na które składają się:
  - piasty
  - szprychy
  - obręcze
  - nyple rowerowe
  - dętki
  - opony
  - patrz też: błotnik
- oraz:
  - siodło przymocowane przez sztycę
  - kierownica (czasami z lemondką) połączona za pomocą mostka zwanego też fajką z widelcem, który jest połączony z ramą za pomocą łożysk sterowych (sterów)
- oprócz tego do ramy mogą być przymocowane rozmaite dodatkowe utensylia takie jak:
  - koszyk na bidon wraz z bidonem
  - pompka
  - dzwonek
  - licznik
  - dynamo
  - oświetlenie rowerowe
    - lampki
    - światła odblaskowe

  - sakwy
  - błotniki
  - bagażnik
  - chorągiewka rowerowa

Rower jest zwykle napędzany przez układ napędowy, na który składają się:
- mechanizm korbowy, do którego są przymocowane
- pedały, korby zaś są połączone razem przez ułożyskowany wałek
- suportu, na której są z kolei zamocowane
- przednie zębatki, zwane też czasami „koronkami” Największa z nich (czasami wszystkie) jest zwana w slangu kolarzy „blatem”. Zębatki te są połączone za pomocą
- łańcucha do
- tylnych zębatek, które mogą być zakładane na
  - bębenek w formie luźnych zębatek lub zintegrowanej kasety lub tworzyć jedną, nierozerwalną część z
  - wolnobiegiem

Większość współczesnych rowerów posiada możliwość zmiany biegów, dzięki systemowi zębatek tylnych i przednich oraz systemu zmiany biegów, na który składają się:
- przerzutka (z tyłu)
- przekładnia (z przodu)
- manetki oraz
- linki

Rower posiada też zwykle system hamulcowy.
Istnieją różne rodzaje hamulców rowerowych:
- hamulce szczękowe
- hamulce Cantilever
- hamulce V-brake
- hamulce tarczowe
- hamulce bębnowe

W rozwiązaniach tych stosowane są:
- klamki hamulcowe
- linki lub przewody hydrauliczne
- klocki lub
- okładziny hamulcowe

Niektóre rowery – oprócz powyższych części – posiadają również amortyzację.